# 강화 부근리 지석묘
강화 부근리 지석묘(江華 富近里 支石墓)은 인천광역시 강화군 하점면 부근에 있는 청동시대의 지석묘이다. 1964년 7월 11일 대한민국의 사적 제137호로 지정되었다.

## 개요
지석묘란 청동기시대 사람들이 만든 무덤으로 고인돌이라고도 하는데,지상에 책상처럼 세운 탁자식(북방식)과 큰 돌을 조그만 받침돌로 고이거나 판석만을 놓은 바둑판식(남방식)이 있다.
강화군 하점면 부근에는 40여 기의 고인돌이 있는데, 이 중 부근리 고인돌이라 부르는 규모가 큰 탁자식 고인돌이 1964년 사적으로 지정되었다. 전체높이는 2.6ｍ이며, 덮개돌은 길이 6.5ｍ, 너비 5.2ｍ, 두께 1.2ｍ의 화강암으로 되어 있다.
이 고인돌에 대한 발굴조사는 아직 이루어지지 않았으나 인근 삼거리에 있는 고인돌에서 무문토기조각과 간돌검(마제석검), 돌가락바퀴(방추차)를 비롯한 유물들이 나온 것으로 미루어 삼거리 유적과 비슷한 유물들이 들어 있을 것으로 짐작된다.
2000년 12월 고창, 화순 고인돌 유적과 함께 강화 고인돌 유적이 세계문화유산으로 등재되었다.

## 같이 보기
- 삼거리고인돌군 - 인천광역시 기념물 제45호

## 참고 자료
- 강화 부근리 지석묘 - 국가유산청 국가유산포털